# Music of the Spheres (닥터 후)
"Music of the Spheres" (우주의 음악)는 2008년 7월 27일 영국 런던의 로열 앨버트 홀에서 초연된 '닥터 후 프롬' 행사에서 공개됐던 특별 미니에피소드이다. 닥터 후는 영국의 SF 드라마로, 닥터 후의 OST를 소개하는 자리로 꾸며지는 가운데 닥터가 출연하는 에피소드가 특별히 제작, 프로그램 막간에 상영이 이뤄진 것이다. "Music of the Spheres"의 오디오를 비롯한 닥터 후 프롬 행사는 BBC 라디오 3에서 동시 중계되었다. "Music of the Spheres"는 막간 상영이 이뤄지는 동안 BBC 닥터 후 공식 홈페이지에도 동시에 공개되었으며, 닥터후 프롬 행사의 녹화방송이 2009년 1월 1일 BBC One에서 방영되었다.
이 에피소드는 생방송과 사전녹화본이 혼재된 구성을 취하고 있다. 사전녹화본의 경우 타디스 내부를 배경으로 10대 닥터 (데이비드 테넌트)가 등장하는 영상이며, 생방송의 경우 닥터 후 프롬 공연이 이뤄지는 로열 앨버트 홀을 배경으로 오케스트라와 지휘자가 중심이 되어 연기한다. 에피소드의 주요 소재는 관객과 닥터 간의 제4의 벽을 허무는 것으로, 닥터가 청중과 '대화'를 하고 자신이 쓴 <Ode to the Universe>라는 곡을 오케스트라에게 전달해 직접 지휘를 맡는다. 한편으로 타디스에서 탈출해 프롬 행사에서 장난을 치는 그래스크 (지미 비 분)을 도로 잡아들이려 분투한다.

## 줄거리
우주의 중력 패턴을 음악으로 표현한 <우주의 음악>을 기반으로, 10대 닥터가 타디스에서 <Ode to the Universe>라는 교향곡을 작곡하는 것으로 시작된다. 작곡에 열심인 와중에 그래스크 한 마리가 타디스로 순간이동하여, 타디스 안에 포털이 머지않아 뚫릴 것이라고 닥터에게 경고한다.
그 다음 순간 닥터는 타디스에 나타난 포털을 거쳐 닥터 후 프롬 행사가 진행중인 로열 앨버트 홀 현장의 관객과 잠시 대화를 나눈다. 이어 오케스트라에게 자신이 쓴 악보를 던져 전달하고서는 직접 지휘에 나선다. 그 사이 그래스크가 자신의 물총을 들고 프롬 행사장으로 건너가 버렸다는 사실을 알아차린 닥터는 '중성자 흐름의 극성을 역전'시켜서 그래스크를 강제로 원상복귀시킨 다음 은하계 저 너머로 추방한다. 마지막으로 닥터는 관객들에게 우주의 음악은 모든 사람을 아우른다면서 "모두가 자신의 마음 속에 노래를 지니고 있어요. 여러분 한분 한분이 말이에요"라는 말을 남기며 에피소드가 끝난다.

## 제작
러셀 T 데이비스와 줄리 가드너가 닥터 후 프롬 행사에서 상영될 미니에피소드를 제작하기로 결정한 데에는 닥터 역의 배우 데이비드 테넌트가 로열 셰익스피어 컴퍼니와 연극 <햄릿>에 출연하기로 계약을 맺으면서 라이브 공연에 불참하게 된 것이 일부 작용하였다. 러셀은 라이브 공연이 일종의 '이벤트'임을 잊지 않고 닥터와 관객이 대화하는 요소를 각본상에 반영하였다.
나중에 웹사이트나 유튜브 같은 곳에서 볼 수 있지만, 솔직히 그날 알버트 홀에 있지 않는 한 '진짜'는 어떤지 절대 알 수 없을 거에요. 다시는 포착할 수 없게 되는 겁니다. 그리고 그것은 입장권을 사고 줄을 서서 이동한 사람들을 위한 보상입니다.— 러셀 T 데이비스

러셀은 각본 작업 과정에서 10대 닥터가 아직 '음악에 대한 적성'을 보여주지 못했다는 것을 깨닫고, 이번 편을 통해 닥터와 음악과의 오랜 관계를 계속 이어나가고자 했다. 서론에서 러셀은 닥터가 이전에 맺었던 음악과의 인연을 소개하고 있다. 1대 닥터는 <The Romans>에서 네로 황제의 궁정에 갔을 때 본인을 고대 로마에서 가장 유명한 리라 연주자로 가장했다. 2대 닥터는 리코더를 곧잘 연주하고 다니며, 3대 닥터는 <The Curse of Peladon>에서 금성인들의 자장가를 불러 아게더 (Aggedor)를 잠재운다. 4대 닥터는 <The Power of Kroll>에서 넬리 멜바의 창법대로 노래하여 유리를 깨뜨린다. 5대 닥터는 <The Five Doctors>에서 갈리프레이에 갔을 때 하프를 연주하는 것으로 묘사되며, 6대 닥터는 오페라를 부를 줄 알고, 7대 닥터는 숟가락으로 연주를 한다. 8대 닥터는 작곡가 자코모 푸치니를 존경하는 것으로 묘사되며, 마지막으로 9대 닥터는 "The Doctor Dances" 편에서 글렌 밀러의 "In the Mood"의 박자에 맞춰 로즈 타일러와 춤을 춘다.
에피소드 각본 작성 과정에서 러셀은 "노래를 부르든, 리코더를 연주하든, 숟가락을 연주하든 간에 음악은 어떤 형태든 취할 수 있음을 이번 미니어드벤처로 보여주고 싶다"는 소감을 표했다. 그는 "음악은 어디로든 향할 수 있고, 누구에게나 다가갈 수 있으며, 우리 모두를 더 나은 사람으로 만들 수 있다. 닥터처럼."이라는 말도 남겼다.
촬영작업은 2008년 5월 3일 토요일, 폰티프리드 어퍼 보트에 있는 BBC 웨일스 스튜디오에서 닥터 후 시즌4 촬영 마지막 날에 이뤄졌다. 그간 닥터후의 소인 배우로 활약하며 '충실한 친구'로 소개됐던 지미 비는 시청자 상호작용 에피소드 "Attack of the Graske"에서 그래스크 역으로 처음 출연했을 때를 회상했다. 드라마 작곡가 머리 골드는 이번 편에서만 특별히 삽입되는 OST의 작곡에 들어갔다. 오프닝으로는 머리 골드가 편곡한 시즌4 오프닝곡이 삽입되었고, 엔딩 크레딧에서는 론 그레이너와 델리아 더비셔의 원래 테마곡이 삽입됐다.

## 방송과 반응

### 첫 공개
이 에피소드는 2008년 7월 27일 일요일 닥터 후 프롬 행사에 앞서 로열 앨버트 홀에서 초연되었으며 BBC 라디오 3에서 동시 시청이 가능했다. 또한 막간이 시작됨과 동시에 닥터후 공식 홈페이지에도 풀려 시청할 수 있게 되었으며, 2009년 1월 1일 BBC One에서 방영된 닥터 후 프롬의 녹화방송의 한 코너로 함께 방송됐다. "Music of the Spheres"의 오디오를 포함한 BBC 라디오 3의 닥터 후 프롬 중계녹음본은 첫방송 이후 일주일 동안 BBC iPlayer를 통해 스트리밍으로 시청할 수 있었다.
에피소드의 소개를 맡은 사회자로 닥터 후와 토치우드에서 마사 존스 역으로 출연한 프리마 아저먼이 나섰다. 에피소드 영상은 무대 위의 대형 스크린과 로열 앨버트 홀의 드레스 서클 가장자리 주변의 작은 스크린을 통해 상영되었다. 로열 앨버트 홀을 가득 메운 청중들에게 닥터가 말을 건너면 청중들이 큰 소리로 화답하고, 닥터가 자신의 악보를 오케스트라에 날려 보낼 때 실제 원고지가 무대에 떨어지는 연출이 펼쳐졌다. 그래스크가 포털을 통해 공연장에 잠입했다는 전개에 이르자 실제로 그래스크가 무대 위에 나타나 닥터의 물총을 들고 관객들에게 쏘는 장난을 펼쳤다. 그래스크는 첼리스트를 공격하다가 화면 속의 닥터가 그래스크를 타디스로 돌이키는 장면과 함께 퇴장하였다. 무대에 등장한 그래스크는 전문배우 지미 비가 특수분장하여 직접 연기한 것이다.
"Music of the Spheres"이 상영된 직후 관객들의 박수갈채가 이어지는 가운데 사이버맨이 등장해 막간임을 알렸다. 같은 시각 BBC 라디오 3의 중계방송 진행자를 맡은 사라 워커가 에피소드를 다시 소개하고 공식 닥터후 홈페이지에서 시청할 수 있다고 안내했다. 이후 영국의 SF 작가 저스티나 로브슨이 출연해 닥터 후에 대한 자신의 견해를 밝히고, 마크 버먼이 제작한 "Let's Do The Time Warp Again"이 방송됐다.

### 평가
에피소드의 상영이 이뤄진 닥터후 프롬 행사에는 작중 닥터가 언급한 것과 동일하게 총 6,000여명의 관객이 참석하였다. 러셀 T 데이비스는 행사가 환상적이었으며 관객들도 훌륭한 시간을 보냈다는 평가와 함께, "Music of the Spheres"에는 "관객과의 상호 작용"이 많이 들어가 있다고 밝혔다. 로열 앨버트 홀에 모인 관객들이 자리에 함께하며 열기를 북돋아 주었다며 "독특하면서도 한 번밖에 경험하지 못할 닥터 후"를 만들어냈다고 밝혔다.
타임스의 케이틀린 모런은 프롬 행사에서 가장 감동적이었던 순간을 꼽자면 닥터가 음악과 자기 표현에 관해 설파한 장면이었다고 밝혔다. "오케스트라 음악에 대한 훌륭하면서도 초현실적이고 압도적인 소개가 될 수 있었던 것"을 "이 오케스트라가 마음에 들었니, 얘들아? 이거 하나로 되겠어?"라는 식의 "다소 사랑스러운 질문"으로 바꿔놓았다고 보았다.